# DXF
O DXF Drawing Exchange Format, é um arquivo de intercâmbio para modelos de CAD. Em sua maioria os profissionais de AutoCAD utilizam o formato DWG com maior frequência, mas o DXF também é aceito pelo programa, que também pode ser aberto por programas como Adobe Illustrator, Corel Draw, entre outros.